# Boris Tishin
Boris Tishin est un boxeur soviétique né le 2 janvier 1929 à Moscou et mort le 28 août 1980.

## Biographie
Il remporte la médaille de bronze olympique des poids super welters aux Jeux d'Helsinki en 1952 en étant battu en demi-finale par le sud-africain Theunis van Schalkwyk. Il obtient aussi une troisième place dans la même catégorie aux championnats d'Europe de boxe amateur 1953.